# Миколай-Криштоф Радзивілл (Сирітка)
Миколай-Криштоф Радзивілл «Сирітка» (лит. Mikalojus Kristupas Radvila Našlaitėlis, пол. Mikołaj Krzysztof Radziwiłł (Sierotka), 2 серпня 1549, замок в Цмелюві — 28 лютого 1616, Несвізький замок) — князь, державний діяч Великого Князівства Литовського, Речі Посполитої, І-й ординат Несвіжу з 1586 року.

## Життєпис
Син князя Миколи-Христофора Радзивілла (Чорного) та його дружини Ельжбети з Шидловецьких.
Спочатку навчався вдома вчителями-протестантами.
1574 перейшов до відкритої контрреформаційної діяльності, зокрема, до Несвіжа прибув ксьондз, перед Пасхальною ніччю рідні брати-кальвіністи стали католиками за підтримки єзуїтів Вільнюса, кальвінські збори Несвіжа, Клецька, Білої, Шидловця — костелами. Здійснив паломництво до Єрусалиму в 1583—1584 роках, де був посвячений у лицарі Гробу Господнього.
Посади: маршалок надвірний литовський з 1569 р., маршалок великий литовський з 1579 р., каштелян троцький з 1586 р., воєвода троцький з 1590 р., воєвода віленський з 1604 р., староста шавельський.
У Несвіжі — своїй головній резиденції — сприяв будівництву замку з бастіонними фортифікаціями за староіталійською системою.
Був похований 9 квітня 1616 р. у виготовленому перед тим його коштом скромному гробівці єзуїтського костелу Несвіжа. У заповіті вказав поховати його в одязі паломника без будь-яких помпезностей, труну нічим не накривати, її повинні були нести вбогі, яких називав братами. Через рік після смерті син Ян Єжи влаштував урочисті похорони, на яких мав промову єзуїт Ян Аланд.

### Сім'я
Був одружений з Єлизаветою Єфимією з князів Вишневецьких. Діти:
- Микола — помер немовлям;
- Іван Юрій — ординат;
- Ельжбета (1585—1618), дружина любельського воєводи Ґабріеля Тенчиньського, Кшиштофа Кішки;
- Ольбрахт Владислав Радзивілл;
- Христофор Микола (1590—1607, Болонья) — студент;
- Жигмонт Карл;
- Олександр Людвік;
- близнючки Кристина (†1599), Катажина (†1600), народжені 1593, яких він хотів віддати до монастиря.

## Ґалерея

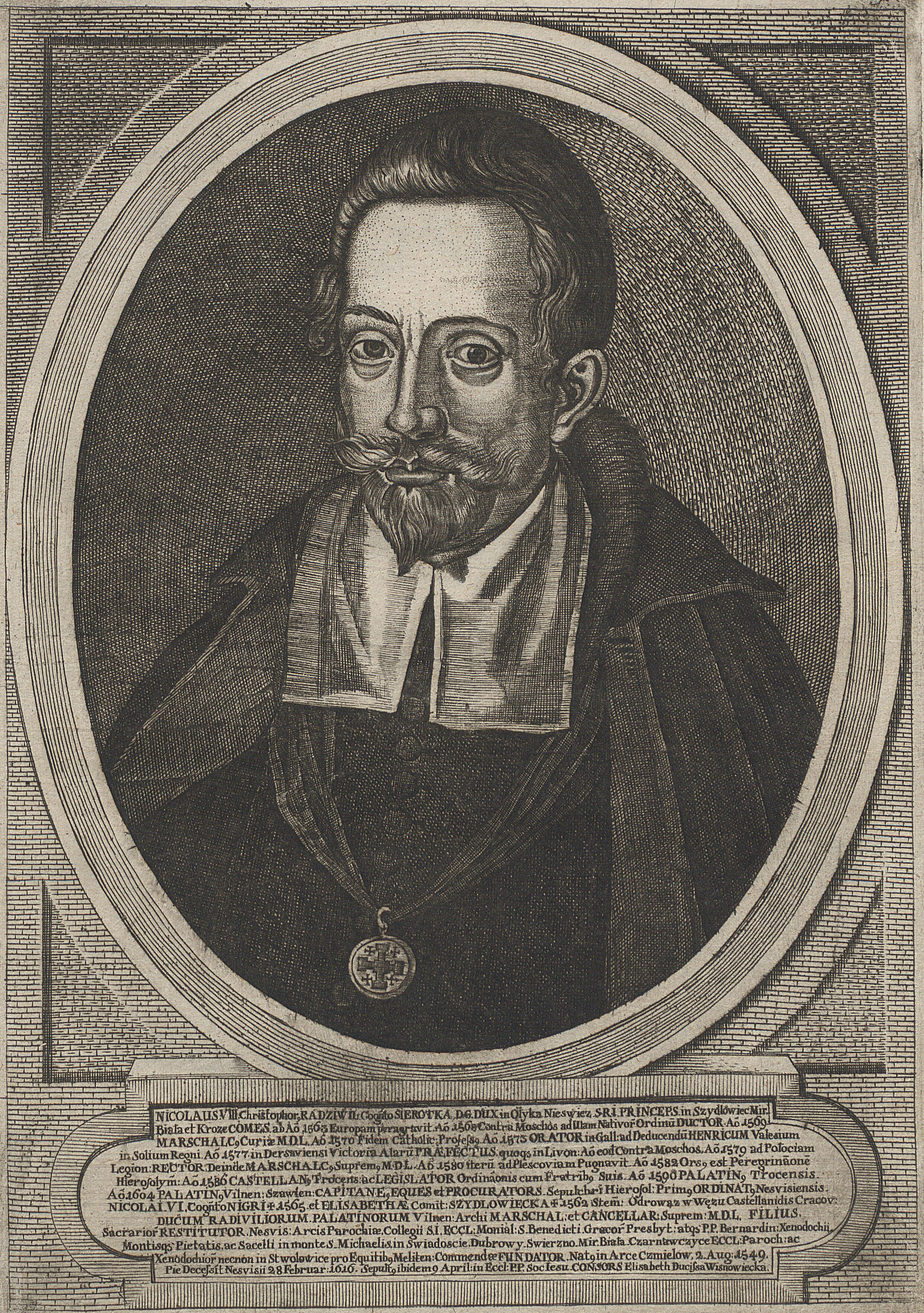
Портрет Миколая Кшиштофа Радзивілла «Сирітки»
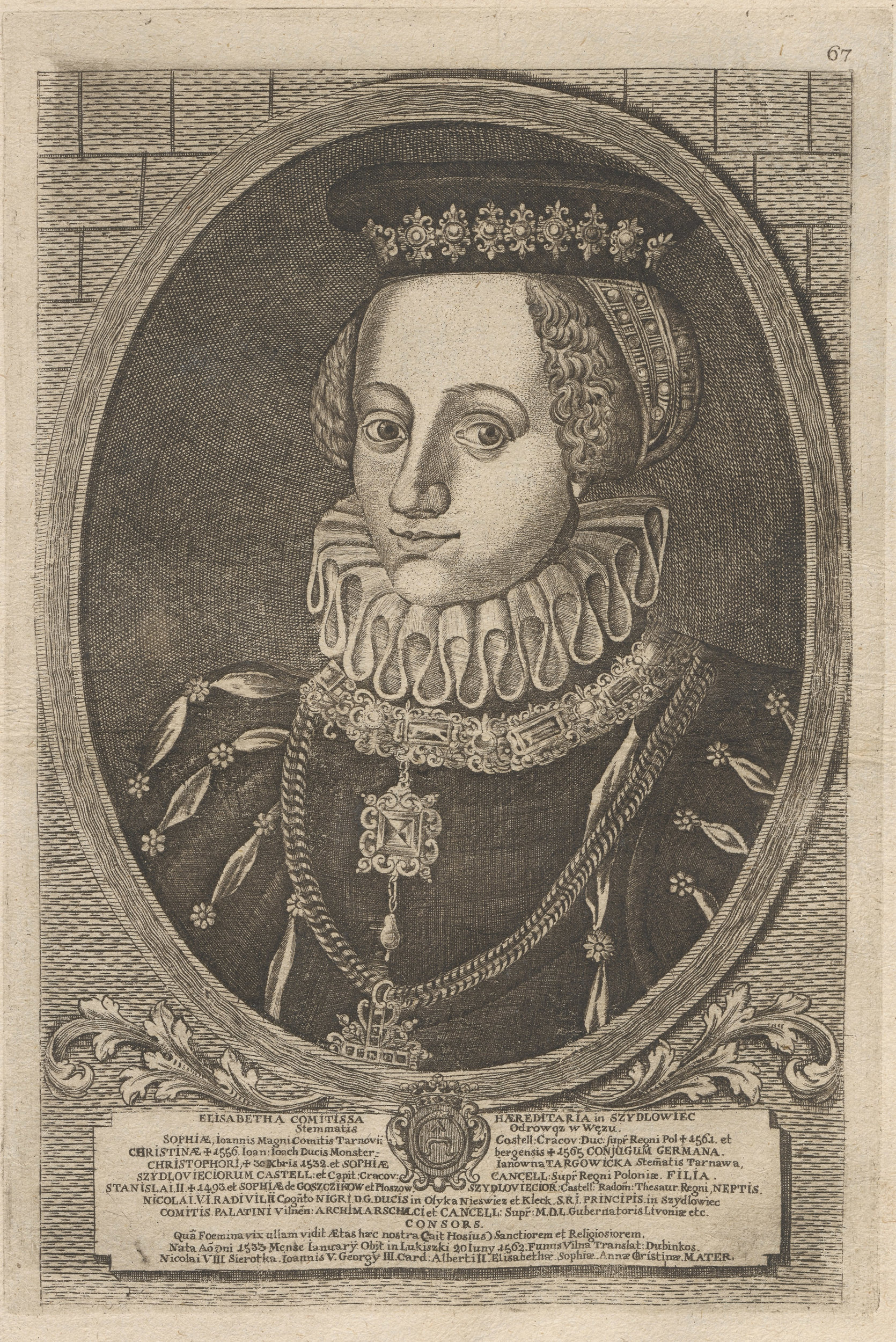
Портрет матері
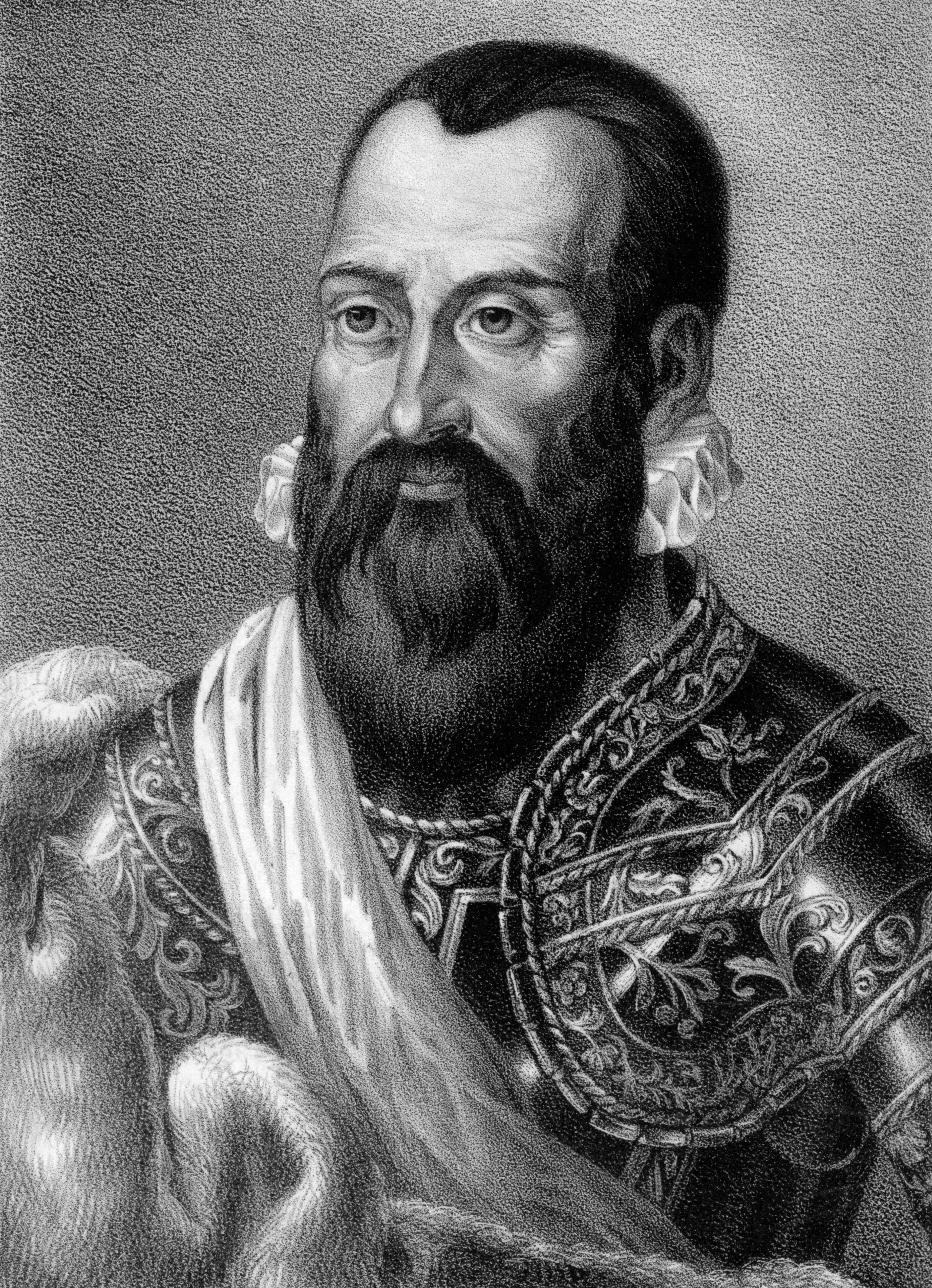
Портрет батька
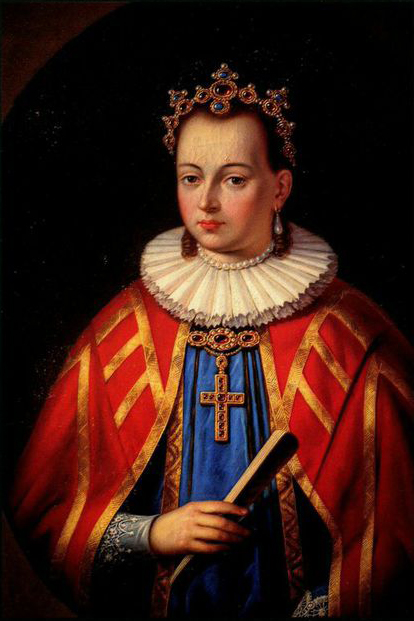
Портрет дружини
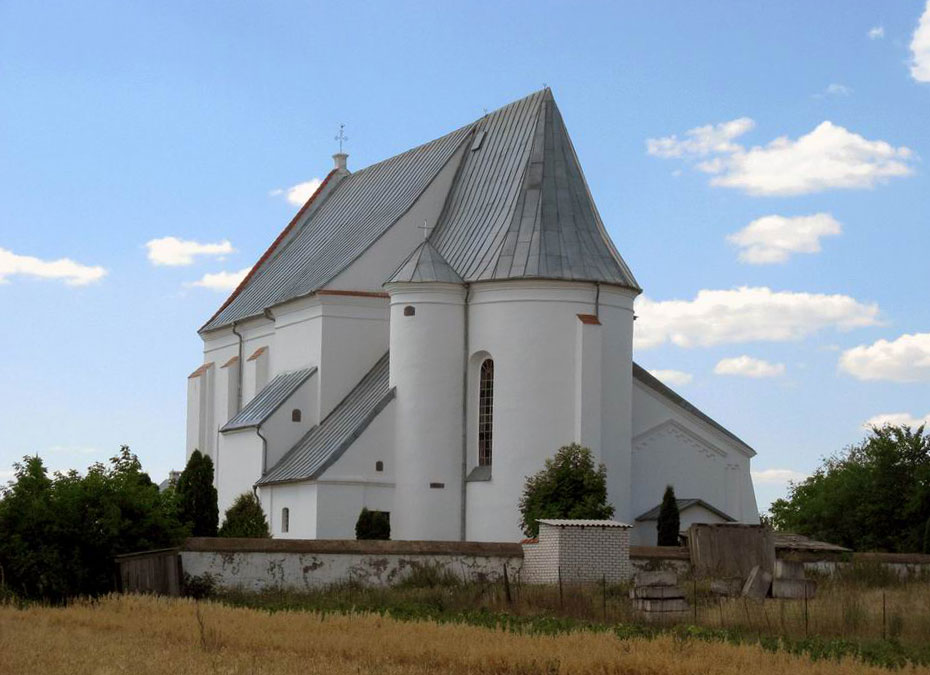
Костел Св. Трійці, Чарнавчиці
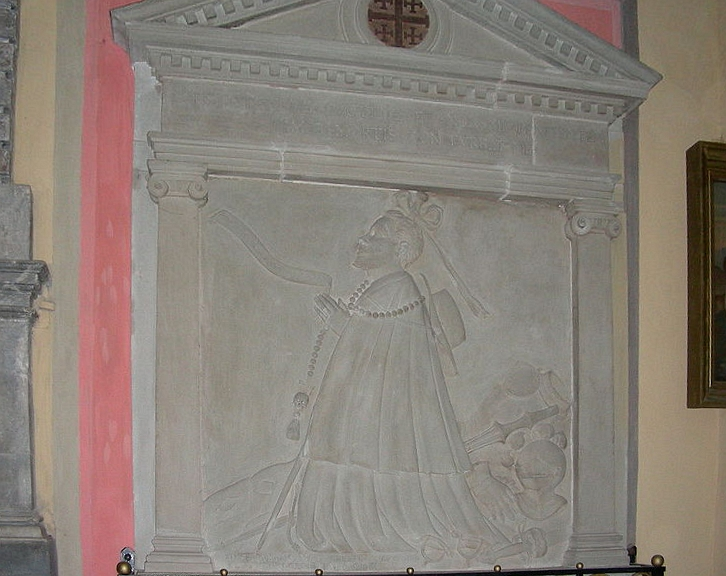
Надгробок в костелі єзуїтів, Несвіж
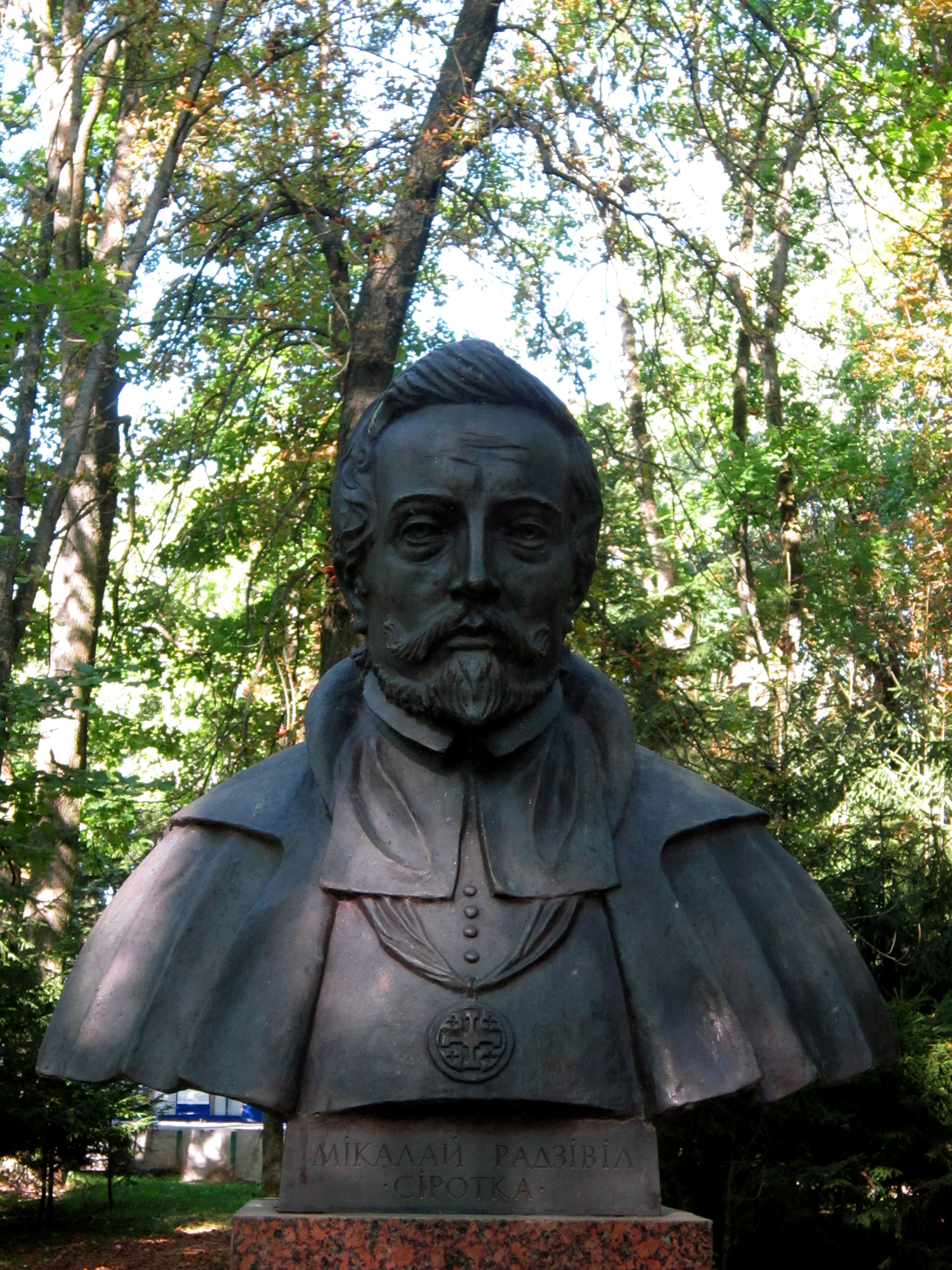
Бюст Миколи Радзивілла Сирітки в Старому парку Несвижського палацово-паркового ансамблю